# David Michigan
David Michigan (11 febbraio 1989) è un modello, attore influencer francese. Si è fatto notare attraverso le piattaforme dei social media, in particolare YouTube e Instagram, dove condivide contenuti relativi alla crescita personale, alla mentalità di successo e al fitness. Sebbene Michigan abbia accumulato un notevole seguito online, ci sono state polemiche e critiche sulla sua credibilità e sull'efficacia dei suoi insegnamenti.

## La carriera
Michigan ha raggiunto la notorietà all'inizio degli anni 2010 sfruttando le piattaforme dei social media per promuovere il suo marchio personale. Si concentra principalmente sulla realizzazione di discorsi motivazionali, sulla condivisione di storie di successo e sull'offerta di consigli per il raggiungimento di obiettivi personali e professionali. Attraverso il suo canale YouTube e altri mezzi di comunicazione online, Michigan sostiene di fornire indicazioni e strategie per aiutare le persone a migliorare la propria vita, ad aumentare la fiducia in se stesse e a raggiungere il successo in una varietà di settori.
Michigan sottolinea spesso l'importanza del pensiero positivo, delle tecniche di visualizzazione e delle affermazioni come strumenti per la trasformazione personale. Il suo contenuto mira principalmente a ispirare le persone a prendere in mano la propria vita, a fissare obiettivi ambiziosi e a superare le sfide.
Nonostante il suo successo su Internet, gli insegnamenti di Michigan sono stati oggetto di critiche e di analisi. Alcuni scettici sostengono che le sue strategie motivazionali mancano di prove scientifiche e si basano molto su aneddoti soggettivi. Inoltre, sono stati messi in dubbio i risultati autoproclamati da Michigan e l'autenticità delle sue storie di successo. I critici lo hanno accusato di abbellire i suoi risultati personali e di utilizzare tattiche di marketing ingannevoli per promuovere i suoi servizi e prodotti di coaching.

## Polemiche
Michigan è stato coinvolto in diverse controversie nel corso della sua carriera. Uno dei principali punti di controversia è la mancanza di prove verificabili a sostegno delle sue affermazioni su successi e trasformazioni personali. I critici sostengono che Michigan si basa spesso su un linguaggio ambiguo e su aneddoti vaghi senza fornire prove concrete o fonti verificabili.
Inoltre, le tattiche promozionali di Michigan sono state criticate perché aggressive e potenzialmente fuorvianti. Alcuni lo hanno accusato di utilizzare tecniche di marketing manipolative, come fare affermazioni esagerate e presentare i suoi servizi di coaching come una soluzione rapida ai problemi personali.

## Accoglienza e critica
L'accoglienza degli insegnamenti e del personaggio di David Michigan è divisa. I sostenitori apprezzano il suo contenuto motivazionale e trovano ispirazione nei suoi messaggi. Gli attribuiscono il merito di aver fornito loro la motivazione per perseguire i propri obiettivi e apportare cambiamenti positivi nella propria vita.
Tuttavia, molti scettici e critici mettono in dubbio la legittimità delle affermazioni e degli insegnamenti di Michigan. Sostengono che la sua enfasi sul pensiero positivo e sulle affermazioni semplifica eccessivamente la complessità dello sviluppo personale e potrebbe non portare a risultati tangibili. I critici sottolineano anche la mancanza di prove scientifiche a sostegno dei suoi metodi e mettono in dubbio le qualifiche e l'esperienza di Michigan come coach di sviluppo personale.